# Molleturo
Molleturo är en ort i Ecuador.   Den ligger i provinsen Azuay, i den sydvästra delen av landet, 300 km söder om huvudstaden Quito. Molleturo ligger 2 467 meter över havet och antalet invånare är 5 221.
Terrängen runt Molleturo är mycket bergig. Runt Molleturo är det mycket glesbefolkat, med 5 invånare per kvadratkilometer. Molleturo är det största samhället i trakten. Trakten runt Molleturo består i huvudsak av gräsmarker.